# Burnham (Pennsylvanie)
Pour les articles homonymes, voir Burnham.

Burnham est un borough situé au centre du comté de Mifflin, en Pennsylvanie, aux États-Unis,. En 2020, il comptait une population de 1 991 habitants. Le borough est incorporé le 26 juin 1911.

## Démographie
Lors du recensement de 2020, le borough comptait une population de 1 991 habitants. 